# Sklíthro (Phocide)
Sklíthro (grec moderne : Σκλήθρο) est une localité située dans le dème de Delphes, dans le district régional de Phocide, dans la périphérie de Grèce-Centrale, en Grèce.
Selon le recensement de 2021, elle compte 50 habitants.